# François Boitard
Pour les articles homonymes, voir Boitard.
François Boitard (1670-1719) est un dessinateur, graveur et peintre français de l'époque baroque tardive, qui exerça son métier entre Londres et Amsterdam.

## Biographie

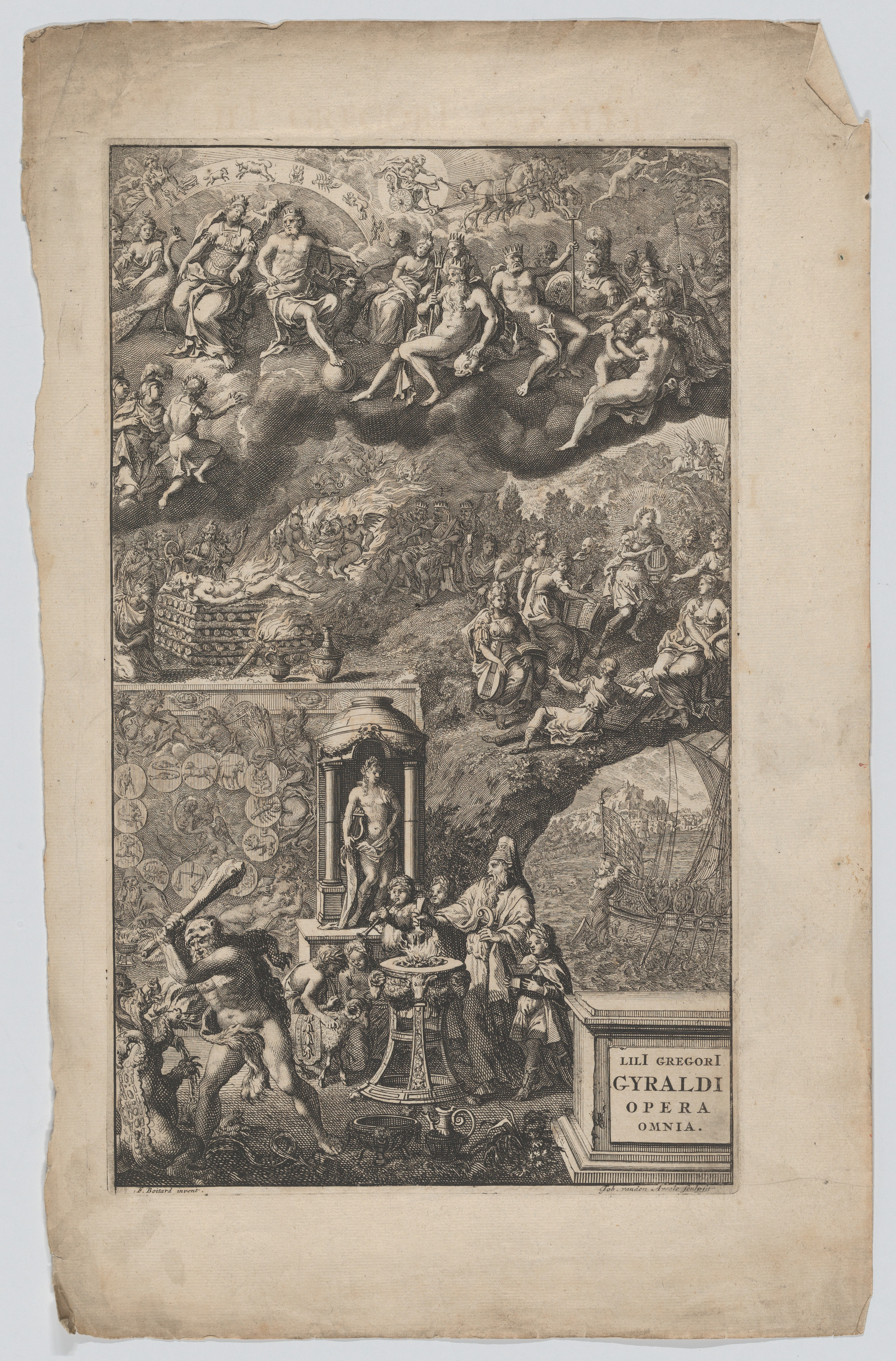
Frontispice de l’Opera Omnia de Lilio Gregorio Giraldi, gravure de 1696 d'après Boitard — Metropolitan Museum of Art.

Originaire de Toulouse, François Boitard est né en 1667 ou vers 1670 selon les sources,.
Suivant Pierre-Jean Mariette, le marchand et expert Charles Le Blanc (1817-1865) en fait un élève du dessinateur et graveur Raymond Lafage durant le dernier séjour à Toulouse de celui-ci (1683), supposant ensuite que pour imiter le maître, il part à Rome vers 1685-1690, qu'il y reste et produit quantité de « dessins obscènes », en réalité des postures imitées sans doute de Marcantonio Raimondi ; Le Blanc précise qu'il produisit aussi des gravures, mais on n'en garde pas la trace.
On retrouve Boitard à Londres vers 1709, où il exerce possiblement comme agent pour un collectionneur, puis à Amsterdam où il aurait pu faire imprimer ses dessins en gravures. Dans Londres, Arnold Houbraken, qui le nomme « Bauttard », témoigne l'avoir vu dessiner dans des tavernes, impressionnant le public en composant en deux heures des scènes maritimes sur une feuille de papier.
Les dates et lieux de sa mort varient là aussi selon les sources : 1715 ou 1719, soit à Amsterdam, soit à La Haye.
Il a un fils, Louis-Philippe Boitard, actif entre 1733 et 1770 entre Londres et Paris, qui produisit essentiellement des gravures. Son fils et Joseph Aved restent ses principaux élèves.